# Фалько, Робер
Робе́р Фалько́ (фр. Robert Falco, 1882—1960) — французский юрист, заместитель члена Международного военного трибунала от Франции на Нюрнбергском процессе.

## Биография
Родился в Париже в еврейской семье. Его прадед был награждён Луи-Филиппом в 1831 году, а его дед по материнской линии работал архитектором короля Бельгии Леопольда II. Отец Робера участвовал во франко-прусской войне 1870—1871 годов, за что был избран членом Ордена Почётного легиона, а впоследствии стал председателем Парижского коммерческого суда.
Робер Фалько получил юридическое образование и работал адвокатом с 1903 года. В 1907 году он получил докторскую степень за работу Duties and Rights of Theatre Audiences, а затем работал судьёй, но до 1919 года выступал и как адвокат в суде. Впоследствии Фалько был назначен членом парижского апелляционного суда и был уволен с этой должности немецкими оккупационными властями только в 1944 году из-за своего еврейского происхождения.
На Лондонской конференции по подготовке Нюрнбергского процесса в июне 1945 года Фалько представлял Францию вместе с профессором международного права Андре Гро, и был одним из главных разработчиков Устава Международного военного трибунала, который определял процедуры и протоколы проведения Нюрнбергского процесса. Непосредственно на Нюрнбергском процессе Фалько был заместителем судьи от Франции Анри Доннедьё де Вабра.
В ознаменование заслуг Фалько на Нюрнбергском процессе, он был избран почётным бенчером (старшиной сообщества адвокатов) Грейс-Инн в 1946 году.
В 1947 году Фалько был восстановлен в должности судьи Кассационного суда Франции.
Награждён Военным крестом и статусом командора Ордена Почётного легиона.
Умер в Париже в 1960 году.

## Мемуары
В течение года, проведенного им в Нюрнберге, Фалько вёл дневники, которые позже использовал в своих мемуарах. Эти мемуары оставались неопубликованными на протяжении десятилетий и были изданы в сентябре 2012 года издательством Arbre под названием «Судья Нюрнберга» (фр. Juge à Nuremberg), с иллюстрациями его второй жены Жанны Фалько, предисловием историка Аннетт Виеворко и введением Гийома Мурали — историка, специализирующегося в истории международного уголовного правосудия.